# Катастрофа Ил-14 под Баку
Катастрофа Ил-14 под Баку — авиационная катастрофа, произошедшая субботним утром 23 апреля 1966 года в Каспийском море близ Баку. Авиалайнер Ил-14П Бакинского ОАО авиакомпании «Аэрофлот» выполнял плановый пассажирский рейс SU-2723 по маршруту Баку — Махачкала — Саратов, но через 12 минут после взлёта у лайнера отказали оба двигателя. Через 6 минут экипаж принял решение сажать самолёт на воду, при приводнении лайнер врезался в воды Каспийского моря. Погибли все 33 человека на борту — 28 пассажиров и 5 членов экипажа.

## Самолёт
Ил-14П с заводским номером 146000310 и серийным 03-10 бы выпущен заводом «Знамя Труда» (Москва) 19 мая 1956 года, после чего был продан Главному управлению гражданского воздушного флота. Авиалайнер получил бортовой номер СССР-Л1772 и был направлен в Бакинский авиаотряд Азербайджанского территориального управления гражданского воздушного флота. В 1959 году, в связи с перерегистрацией, бортовой номер сменился на CCCP-61772. Всего на момент катастрофы самолёт имел наработку 16 257 лётных часов.

## Экипаж
Экипаж из 107-го лётного отряда состоял из 5 человек:
- Командир воздушного судна (КВС) — Камелин Гром Николаевич
- Второй пилот — Сухенко Виктор Константинович
- Бортмеханик — Митрофанов Валерий Георгиевич
- Бортрадист — Хромыхин Юрий Сергеевич
- В салоне авиалайнера работала стюардесса  Богданова Анна Александровна

## Катастрофа
23 апреля 1966 года в 08:42 местного времени (07:42 МСК) рейс 2723 вылетел из Бакинского аэропорта Бина, рейс выполнял Ил-14П борт СССР-61772, летящий из Баку в Саратов с промежуточной остановкой в Махачкале. В это время в Баку стояла штормовая погода, небо было полностью затянуто облаками с нижней кромкой на высоте 140—200 метров, шёл дождь от умеренного до сильного, скорость ветра в порывах 16—20 м/с, а горизонтальная видимость составляла 2—4 километра.

### Катастрофа
Спустя 12 минут после вылета, в 08:54, когда самолёт летел на высоте 1500 метров, экипаж сообщил о проблемах в работе двигателей. Высказав предположение, что промокли свечи зажигания, командир Камелин доложил, что самолёт возвращается в Баку. Был совершён разворот и начал выполняться заход на посадку, а вскоре с борта сообщили, что на левом двигателе упало число оборотов и появилась сильная тряска. В 08:59 экипаж доложил, что в обоих двигателях упала температура, а в 09:02 было доложено о высоте полёта 200 метров. Фактически из-за плохой видимости пилоты не увидели аэропорт и пролетели мимо, оказавшись теперь над Каспийским морем к югу от Апшеронского полуострова. Через 5 секунд после доклада о высоте полёта 200 метров, командиром был подан SOS и передано: сажаю на воду. Это была последняя радиопередача с рейса 2723.

### Поисково-спасательная операция
Для поисков Ил-14 были привлечёны военные корабли Каспийской флотилии, однако найти самолёт не удалось. Все 33 человека на борту были признаны погибшими.
Спустя несколько месяцев, когда специалисты ВМФ искали другой затонувший объект, они неожиданно наткнулись на борт 61772. Лайнер затонул на глубине 23 метра в 18—20 километрах к югу от острова Нарген. С помощью плавучего крана Ил-14 и значительная часть тел погибших были извлечены на поверхность. Как удалось определить, фюзеляж относительно уцелел, что свидетельствовало о том, что самолёт врезался в воду на пологой траектории.

## Причины
Исходя из докладов от экипажа, вероятной причиной катастрофы послужил отказ двигателей, из-за чего, вкупе со штормовой погодой, продолжать полёт уже было нельзя. Так как самолёт не был найден на момент завершения расследования, в выводах комиссии «причина отказа двигателей неизвестна».